# Attila rufus
Az Attila rufus a madarak (Aves) osztályának verébalakúak (Passeriformes) rendjébe és a királygébicsfélék (Tyrannidae) családjába tartozó faj.

## Rendszerezése
A fajt Louis Pierre Vieillot francia ornitológus írta le 1819-ben, a Tyrannus nembe Tyrannus rufus néven.

## Alfajai
- Attila rufus hellmayri Pinto, 1935
- Attila rufus rufus (Vieillot, 1819)[2]

## Előfordulása
Brazília délkeleti részén, az Atlanti-óceán tengerparti sávjában honos, endemikus faj. Természetes élőhelyei a szubtrópusi vagy trópusi síkvidéki és hegyi esőerdők, valamit cserjések.

## Megjelenése
Testhossza 21 centiméter.
|  |

## Életmódja
Ízeltlábúakkal táplálkozik.

## Természetvédelmi helyzete
Az elterjedési területe rendkívül nagy, egyedszáma csökken, de még nem éri el a kritikus szintet. A Természetvédelmi Világszövetség Vörös listáján nem fenyegetett fajként szerepel.